# Adam Andreas von Molnár
Adam Andreas von Molnár (* 23. Dezember 1713 in Jákfalva; † November 1780 in Kronstadt) war ein Siebenbürger Arzt und Mitglied der „Leopoldina“.
Adam Molnár wurde in Ungarn geboren. Er studierte Medizin in Halle, den Niederlanden, in Göttingen und anschließend in Leipzig. Im Jahr 1747 zog es ihn nach Halle zurück, wo er unter dem Vorsitz von Andreas Elias Büchner, dem damaligen Präsidenten der „Leopoldina“ zum Doktor der Medizin promoviert wurde. Noch im gleichen Jahr kam er nach Klausenburg, wo er das von Professor Büchner am 4. Dezember unterzeichnete Diplom der Mitgliedschaft (Matrikel-Nr. 549) in der „Leopoldina“ erhielt.  Sein Beiname in der „Leopoldina“ war MARCELLUS II. Im Jahr 1747 verlegte von Molnár seinen Wirkungsort nach Bukarest. Hier wurde er Hofarzt des Fürsten Mavrocordat und gleichzeitig Protomedicus der Walachei. Im russisch-türkischen Krieg flüchtete von Molnár nach Kronstadt. Hier verstarb er im November 1780. Seine für die „Leopoldina“ geschriebenen Beiträge sind auf der Flucht nach Siebenbürgen verloren gegangen. 

## Werke
- Disquisitio causarum Sterilitatis Hominum utriusque Sexus, Dissertation Halle 1747.
- De aere, aquis et locis Valachiae. (für die Leopoldina)
- De natura et diaeta crassa Valachorum. (für die Leopoldina)
- De morbis endemicis Valachiae. (für die Leopoldina)